# Радіорелейний зв'язок

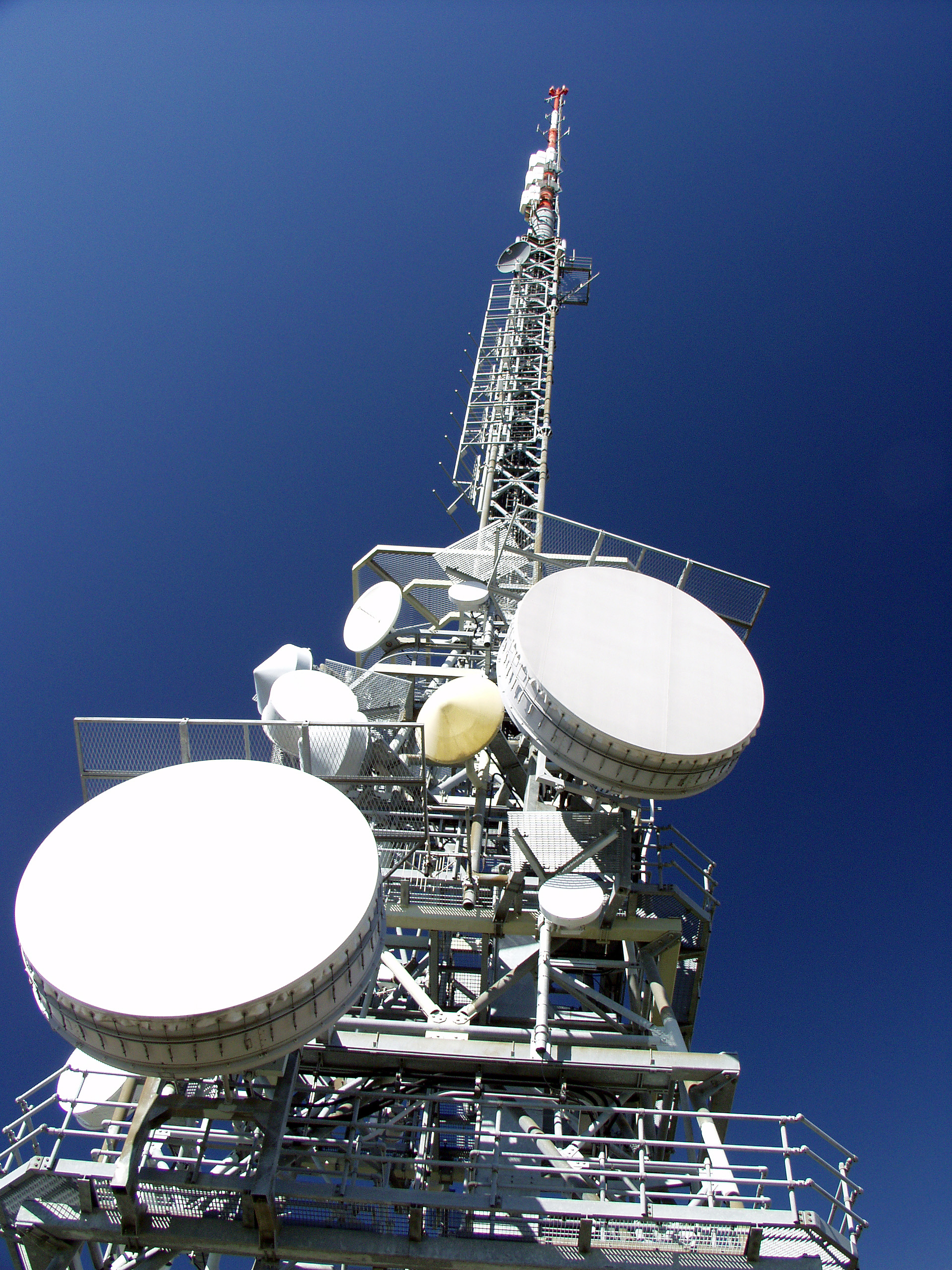
Башта радіорелейного зв'язку

Радіорелейний зв'я́зок — радіозв'язок по лінії, утвореній ланцюжком приймально-передавальних (ретрансляційних) радіостанцій. Наземний радіорелейний зв'язок здійснюється зазвичай на деци- і сантиметрових хвилях. Антени сусідніх станцій здебільшого розташовують у межах прямої видимості, тому що це найнадійніший варіант. Для збільшення радіусу видимості антен їх встановлюють якнайвище — на щоглах (вежах) висотою 70-100 м (радіус видимості — 40-50 км) і на високих будівлях.
Граничним випадком цього підходу є супутниковий зв'язок — у ньому ретранслятор винесений на максимально можливу висоту (десятки тисяч кілометрів), і в зоні його видимості — майже половина земної кулі. Довжина наземної лінії радіорелейного зв'язку — до 10000 км, ємність — до декількох тисяч каналів.
Глобальна мережа радіорелейного зв'язку активно розгорталася в СРСР в 70-х рр. (оскільки це набагато дешевше, ніж кабельні лінії, особливо в умовах величезних просторів з нерозвиненою інфраструктурою; високі ж швидкості передачі інформації тоді ще не були потрібні), тому ретранслятори можна знайти практично де завгодно — на будь-якому висотному будинку або пагорбі й уздовж будь-якої транспортної (особливо залізничної) магістралі. Пізніше на її основі (як магістральної мережі) будувалася мережа стільникового зв'язку, особливо в регіонах.

## Організація радіорелейного зв'язку у військах

Частина схеми-наказу щодо організації радіорелейного зв'язку

Радіорелейний зв'язок є ефективним родом зв'язку, що забезпечує утворення великої кількості каналів на значній відстані при порівняно малому часі на планування та будівництво ліній зв'язку.
Радіорелейний зв'язок поєднує в собі переваги як радіозв'язку, так і дротового зв'язку і займає проміжне положення між ними: багатоканальні сигнали передаються на відстань і приймаються радіозасобами, проте їх первинне формування здійснюється засобами електропровідного (провідного) зв'язку. У той же час радіорелейний зв'язок володіє деякими особливостями, розгляд яких дозволяє більш повно розкрити область його застосування.
Основними особливостями радіорелейного зв'язку є
- Можливість створення багатоканальних ліній зв'язку, що забезпечують передачу як вузькосмугових, так і широкосмугових сигналів;
- Забезпечення двосторонньої передачі і приймання;
- Можливість багаторазової ретрансляції сигналів (у тому числі і по нижніх частотах) при організації зв'язку на великі відстані;
- Можливість відгалуження каналів зв'язку на проміжних пунктах.

Для організації радіорелейного зв'язку застосовують радіорелейні станції.

## Історія

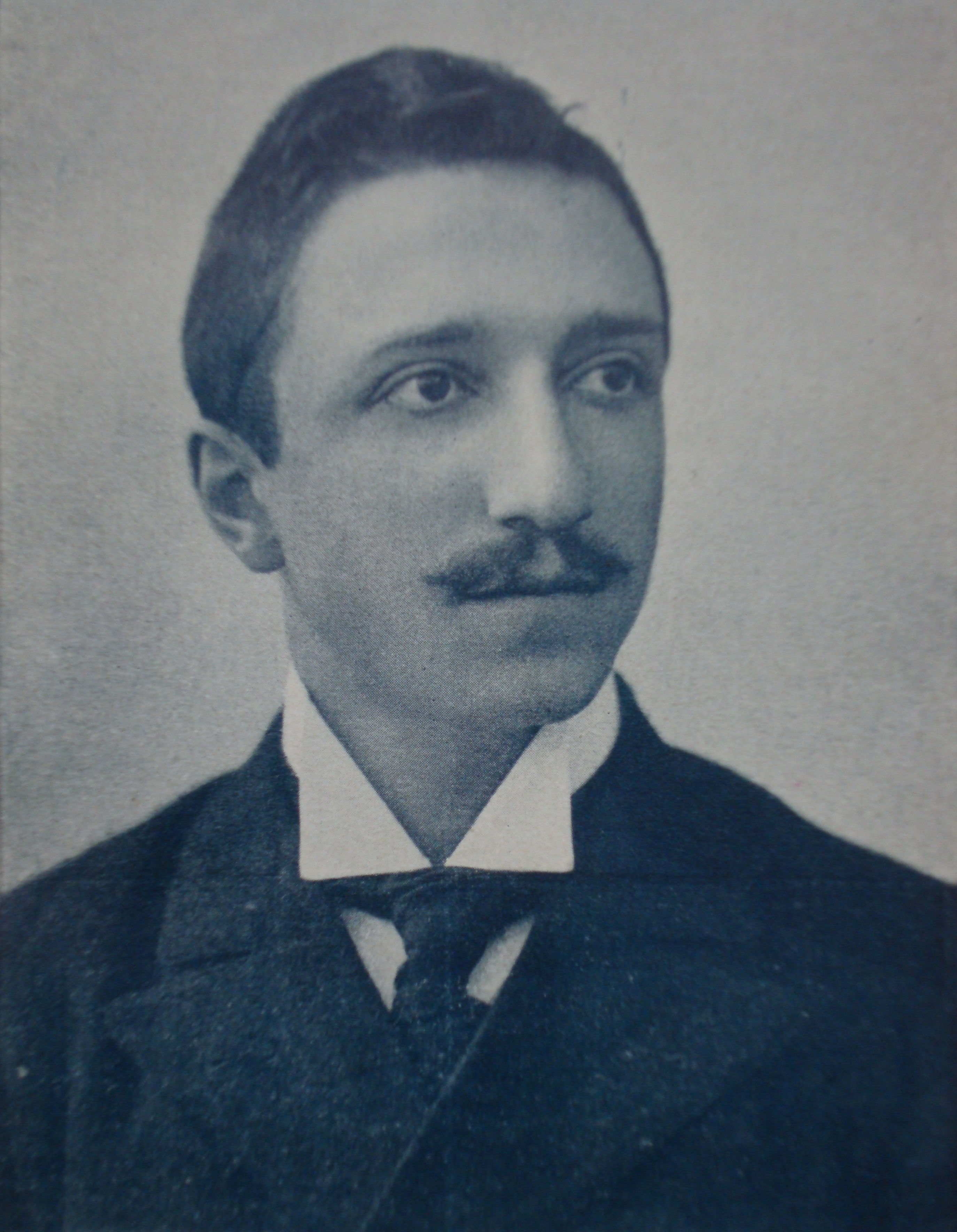
Еміль Гуаріні Форесіо

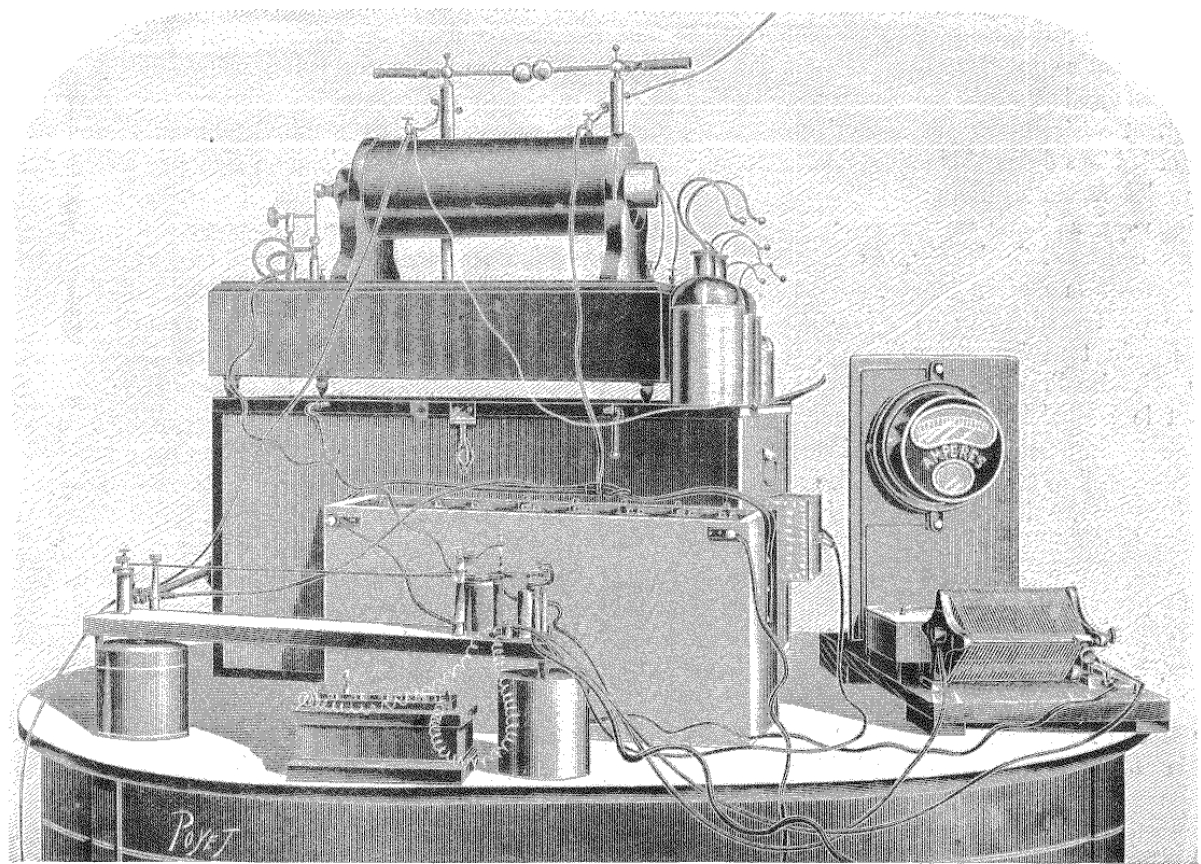
Репетитор Эміля Гуаріні-Форесіо

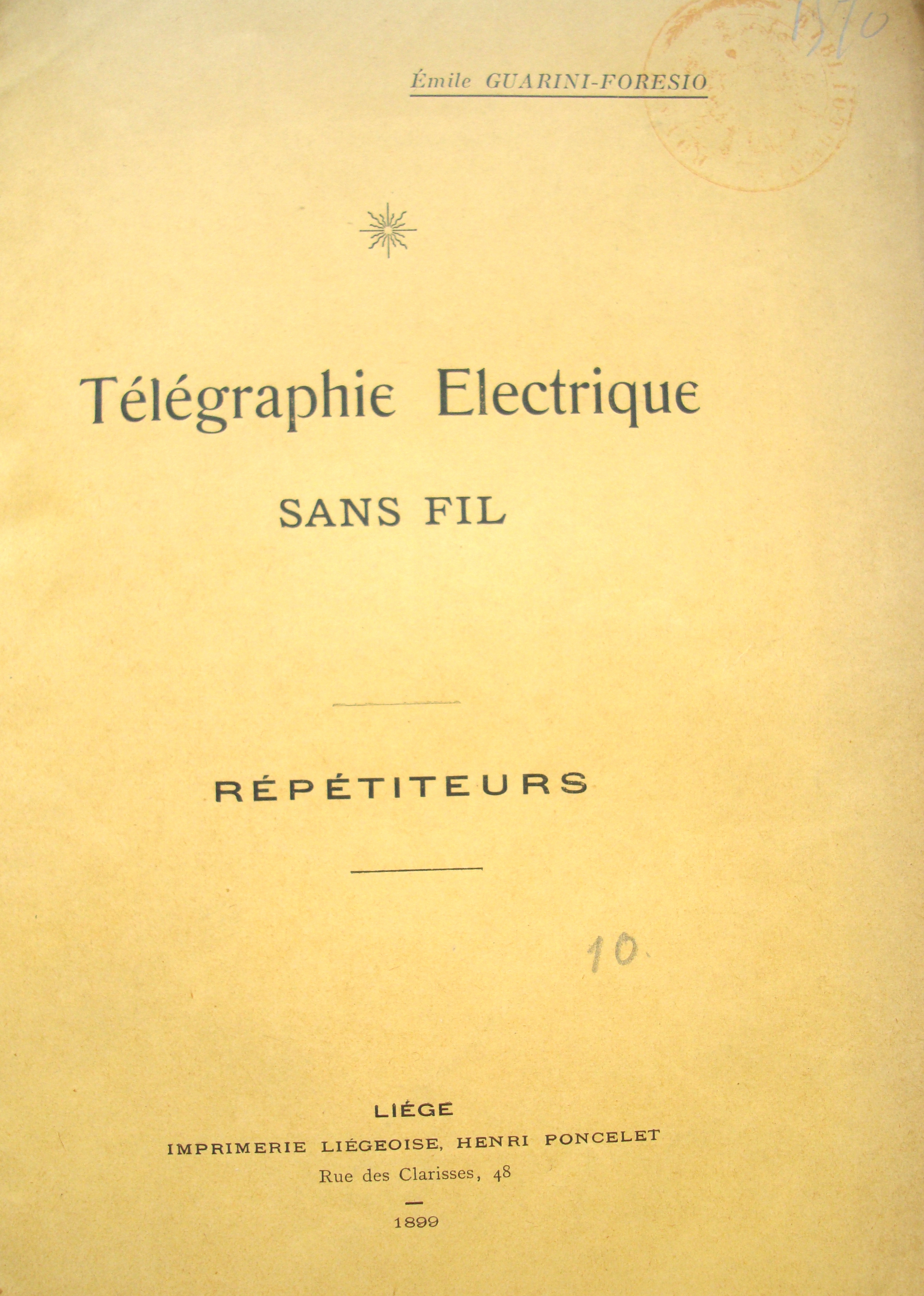
Обкладинка книги Еміля Гуаріні Форесіо (1899 рік), в якій описана його конструкція радіорелейного ретранслятора

Історія радіорелейного зв'язку бере початок у січні 1898 року з публікації празького інженера Йоганна Маттауша в австрійському журналі Zeitschrift für Electrotechnik (v. 16, S. 35 — 36).
Однак його ідея використання «транслятора» (Translator), по аналогії з трансляторами дротової телеграфії, була досить примітивною і не могла бути реалізована.
Першу реально працюючу систему радіорелейного зв'язку винайшов у 1899 році 19-річний бельгійський студент італійського походження Еміль Гуаріні (Гваріні) Форесіо (Émile Guarini Foresio). 27 травня 1899 р. за старим стилем Еміль Гуаріні подав заявку на патент на винахід № 142911 в Бельгійське патентне відомство. В ній він вперше описав пристрій радіорелейного ретранслятора (répétiteur). Цей історичний факт є самим раннім документальним свідоцтвом пріоритету Еміля Гуаріні, що дозволяє вважати вказану дату офіційним днем народження радіорелейного зв'язку.
В серпні та восени того ж 1899 р. аналогічні заявки були представлені Емілем Гуаріні в Австрії, Великій Британії, Данії, Швейцарії.
Особливістю винаходу Еміля Гуаріні є комбінація приймального й передавального пристроїв в одному ретрансляторі.
В 1901 році Еміль Гуаріні разом з Фернандом Понцеле провів серію успішних експериментів з встановлення радіорелейного зв'язку між Брюсселем і Антверпеном з проміжним автоматичним ретранслятором в Мехелені. Аналогічний експеримент в кінці 1901 року був також проведений між Брюсселем і Парижем.

## Визначення
Радіорелейною станцією називається дуплексна УКХ радіостанція, що працює на спрямовану антену і забезпечує передачу, прийом і ретрансляцію одночасно декількох повідомлень.
Група радіорелейних станцій, розташованих на місцевості на відстані прямої геометричної видимості їх антен, через які послідовно шляхом ретрансляції проходять повідомлення, складають радіорелейну лінію зв'язку.
Умовна лінія на місцевості або на топографічній карті, що з'єднує радіорелейні станції, називається трасою радіорелейної лінії зв'язку.
Ділянки траси між сусідніми радіорелейними станціями називають інтервалом.
Крайні станції радіорелейної лінії називають кінцевими, всі інші проміжними або ретрансляційними.
Радіорелейні станції (РРС), застосовувані у військах, працюють на частотах від 60 до 2000 мГц (довжина хвилі λ = 5 * 0,15 м).
Частоти від 60 до 500 МГц застосовуються в станціях, що утворюють до шести телефонних каналів, а частоти від 500 до 2000 МГц (так званий гігагерцовий діапазон, або НВЧ — надвисоких частот) застосовуються для отримання 12 і більше каналів тональної частоти.
Інтервали радіорелейного зв'язку можуть бути відкритими або закритими. При відкритому інтервалі забезпечується пряма видимість між антенами станцій і такий інтервал характеризується величиною просвіту. Якщо пряма видимість відсутня, то такий інтервал називають закритим і він характеризується величиною закриття. Максимальна відстань між прямою, що з'єднує антени станцій і вершинами перешкод є величиною закриття (просвіту).
Відстань між станціями прямої видимості залежить від рельєфу місцевості, потужності передавача і чутливість приймача, параметрів антен, довжини хвилі, рівня перешкод і кількості станцій в радіорелейної лінії. За рахунок дифракції радіохвиль відстань між станціями на частотах від 60-500 мГц може перевищувати дальність прямої видимості, тобто станції даного діапазону частот можуть працювати і на закритих інтервалах. У середньому величина закриття інтервалу на частотах 300—500 мГц становить 10-25 м. У гірських районах при наявності на інтервалі великих перешкод заввишки до декількох сот метрів у вигляді гір клиноподібної форми можуть бути забезпечені дальність і надійність зв'язку більша, ніж за відсутності перешкод. У цьому випадку перешкода виконує роль пасивного ретранслятора. Протяжність радіорелейної лінії визначається кількістю проміжних станцій і величиною інтервалів. Однак збільшення кількості проміжних станцій викликає підвищення рівня перешкод і глибини інтерференційних завмирань і знижує експлуатаційну надійність радіорелейної лінії. Тому в тактико-технічних даних для даного типу РРС вказується рекомендована максимальна кількість проміжних станцій. Для забезпечення дуплексної ретрансляції в проміжному пункті необхідно мати мінімум два комплекти апаратури. Якщо обидва комплекти розгорнуті в одній апаратній станції, то кожен з них називають Напівкомплект. РРС з одним Напівкомплектом може використовуватися тільки як кінцева. Для застосування РРС в проміжному пункті у складі апаратної повинно бути два напівкомплекти апаратури. Проміжні станції можуть працювати в режимі наскрізної або вузлової ретрансляції сигналів на низькій або високій частоті. У режимі вузлової ретрансляції частина каналів може відгалужуватися в інтересах вузлів зв'язку пунктів управління авіаційних частин і з'єднань. Деякі РРС (Р-405м) можуть працювати в русі як антени ненаправленої дії. При цьому забезпечується робота по одному каналу симплексом. Як антени в мобільних РРС на метрових хвилях застосовуються директорні логоперіодичні (в русі— штирьові), на дециметрових хвилях — з параболічними кутиковими відбивачами і Z — подібні. Основні характеристики РРС прямої видимості представлені в табл.
В авіаційних частинах, з'єднаннях і об'єднаннях ВПС РРС використовуються при побудові ліній прямого зв'язку між пунктами управління, ліній прив'язки УС РТО пунктів управління авіації до опорних вузлів зв'язку, ліній дистанційного управління передавальними радіостанціями передавальних радіоцентрів з прийомних радіоцентрів. РРС як правило входять до складу центрів каналотворення УС РТО пунктів управління авіації, розгортаються в складі групи каналотворення № 2 (ГрКО № 2). Група каналотворення № 2 розгортається на відстані до 2-х кілометрів від ЦБУ ПУ авіацією, з дотриманням вимог до розосередження апаратних на одній позиції. При цьому апаратні РРС розгортаються групами до трьох станцій, відстань між групами до 1 км, відстань між апаратними не менше 300 метрів. Канали освічені РРС передаються по кабельних лініях зв'язку або по радіолінії освіченими радіостанціями малої потужності в ГрКО № 1 (група апаратних ущільнення) або безпосередньо на телефонні і телеграфні станції (центри) вузлів зв'язку та РТЗ ПУ авіації.
Враховуючи загальний характер радіорелейного і тропосферного зв'язку, їх близькі за змістом позитивні і негативні сторони, система дій при організації зв'язку за допомогою радіорелейних і тропосферних засобів повинна бути ідентична і вимагає єдиних способів організації зв'язку. Тому при розгляді способів організації радіорелейного зв'язку їх слід ідентифікувати зі способами тропосферного зв'язку. Перш ніж почати їх розгляд, визначивши основні переваги і недоліки радіорелейного (тропосферного) зв'язку.
Радіорелейний (тропосферний) зв'язок забезпечує високоякісний дуплексний багатоканальний зв'язок на великих відстанях. Він поєднує в собі переваги як провідного, так і радіозв'язку. Не поступаючись дротовому зв'язку в таких показниках, як дальність дії, якість і кількість каналів, радіорелейний (тропосферний) зв'язок в той же час володіє значно більшою гнучкістю. Радіорелейний (тропосферний) зв'язок можна організувати в обмежені терміни при порівняно невеликій кількості особового складу та транспорту в таких умовах, в яких провідний зв'язок організувати важко або взагалі неможливо (через важкопрохідні ділянки місцевості чи територію, зайняту противником). Основна перевага радіорелейного зв'язку в порівнянні з радіозв'язком полягає в можливості високоякісної передачі на далекі відстані великої кількості одночасних повідомлень.
Радіорелейний (тропосферний) зв'язок може бути організований по напрямку і по осі, а в окремих випадках — по мережі. Застосування того чи іншого способу організації радіорелейного (тропосферного) зв'язку залежить від конкретних умов обстановки, особливостей організації управління, рельєфу місцевості, важливості даного зв'язку, потреби в обміні інформацією, наявності коштів та інших факторів. Незалежно від прийнятого способу організації радіорелейного (тропосферного) зв'язку радіорелейна (тропосферна) станція старшого штабу є головною. На радіорелейних лініях між взаємодіючими сполуками (частинами) головна радіорелейна (тропосферна) станція призначається штабом, організуючим взаємодію. Всі вимоги головної радіорелейної (тропосферної) станції негайно виконуються всіма станціями лінії.
Напрямок радіорелейного (тропосферного) зв'язку — це спосіб організації зв'язку між двома пунктами управління (штабами) або між двома командирами. До переваг цього способу слід віднести простоту його організації, більшу пропускну здатність, а також порівняно високу безпеку зв'язку. Недоліками способу слід вважати велику витрату сил і засобів радіорелейного (тропосферного) зв'язку на вузлах зв'язку і РТЗ пунктів управління старшого штабу, а також труднощі в їх розміщенні без взаємних перешкод.
Вісь радіорелейного (тропосферного) зв'язку — це спосіб організації зв'язку, при якому зв'язок старшого пункту управління (штабу) або командира з підлеглими взаємодіючими пунктами управління (штабами) або командирами здійснюється по одній радіорелейного (тропосферного) лінії, званої осьовою. Осьова радіорелейна станція будується багатоканальними радіорелейними станціями. При цьому на осьовій лінії обладнуються опорні або допоміжні вузли зв'язку, на яких виділяються і розподіляються канали підлеглим і взаємодіє пунктам управління. Відгалуження каналів до підлеглих і взаємодія між пунктам управління може здійснюватися різними електричними засобами зв'язку — радіо-, малоканальними, радіорелейними або дротяними засобами.
Організація радіорелейного (тропосферного) зв'язку цим способом зменшує кількість радіорелейних (тропосферних) станцій на вузлі зв'язку та РТЗ старшого пункту управління і тим самим спрощує виконання вимог електромагнітної сумісності радіоелектронних засобів. Цей спосіб забезпечує можливість ведення циркулярного зв'язку з кількома підлеглими командирів, або пунктами управління, дозволяє здійснювати маневр каналами та більш ефективне їх використання, скорочує час на вибір трас і збільшує протяжність лінії радіорелейного (тропосферного) зв'язку. Однак число каналів зв'язку до кожного з підлеглих і взаємодіючих пунктів управління скорочується. Різко знижується стійкість зв'язку, так як при виході з ладу однієї з проміжних радіорелейних (тропосферних) станцій осьової лінії, зв'язок порушується з декількома пунктами управління. Крім того, при організації радіорелейного (тропосферного) зв'язку по осі виникає необхідність будівництва ліній прив'язки для відгалуження каналів зв'язку, також виникає потреба в додатковій комутації каналів на опорних (допоміжних) вузлах зв'язку.
Мережа радіорелейного зв'язку — це спосіб організації радіорелейного зв'язку, при якому зв'язок пункту управління (командира, штабу) за допомогою одного радіорелейного комплекту здійснюється з декількома пунктами управління (командирами, штабами). Організація його можлива за умови, що головна радіорелейна станція працює на ненаправленій (штирковій) антені або радіорелейні станції підлеглих кореспондентів розташовані в секторі спрямованого вивчення головної радіорелейної станції. Підлеглі кореспонденти залежно від обстановки можуть застосовувати як неспрямовані, так і спрямовані антени.
Для здійснення радіорелейного зв'язку по мережі приймачі підлеглих кореспондентів налаштовуються на частоту передавача головної радіорелейної станції і при відсутності обміну інформацією знаходяться в режимі чергового прийому. Усі передавачі радіорелейних станцій підлеглих налаштовуються на частоту приймача старшого пункту управління і включаються на передачу на вимогу головної радіорелейної станції або за термінами, визначеними розкладом. Право виклику надається переважно головною радіорелейною станцією.
Мережа радіорелейного зв'язку створюється при гострій нестачі радіорелейних засобів і обмеженій кількості робочих частот у розпорядженні старшого штабу і вимагає меншої витрати сил і коштів на його вузли зв'язку та РТЗ. Разом з тим цей спосіб складний в організації, має низьку оперативність зв'язку і найменш стійкий. Це необхідно мати на увазі при виборі способу організації радіорелейного зв'язку. Що стосується тропосферного зв'язку, то реалізувати розгалужену мережу тропосферного зв'язку з використанням традиційних технологій досить складно, оскільки тропосферні станції попереднього покоління працювати на ненаправлену антену не можуть. Така мережа може бути створена на основі використання багатопроменевих цифрових антенних решіток